# نوسترآداموس (فیلم)
نوسترآداموس (انگلیسی: Nostradamus (film)) فیلمی در ژانر زندگینامه‌ای و درام به کارگردانی راجر کریستین است که در سال ۱۹۹۴ منتشر شد.

## بازیگران
- چکی کاریو
- آماندا پلامر
- بروس الکساندر کوک
- اف. موری آبراهام
- جولیا اورموند
- مایکل بیرن
- مایکل گاف
- روتخر هاور
- دایانا کوئیک
- گئورگه ویسو
- آدریان پینتئا
- آماندا واکر
- بروس الکساندر
- رودی رزنفلد
- اوئانا پلئا
- فلورین کالینسکو